# Снова ты
«Снова ты» (англ. You Again) — кинокомедия режиссёра Энди Фикмена и продюсеров Джона Дж. Штрауса, Энди Фикмена и Эрика Танненбаума. Главные роли в фильме исполняют Кристен Белл, Сигурни Уивер, Кристин Ченовет, Одетт Юстман, Джейми Ли Кёртис, Бетти Уайт и Виктор Гарбер. Фильм распространяется компанией Walt Disney Pictures и вышел 24 сентября 2010 года.
Это третий фильм Энди Фикмэна, снятый с Диснеем, — два его прежних фильма «План игры» и «Ведьмина гора» распространялись Диснеем.

## Описание сюжета
Фильм начинается в 2002 году. Марни (Кристен Белл) — ученица в старших классах, она носит очки и брекеты. Марни ненавидит школу из-за того, что там над ней издевается группа крутых девушек под предводительством Джей-Джей (Одетт Юстман), которая не гнушается издевательствами и в отношении остальных учеников. Спустя 8 лет, в 2010 году Марни является успешным работником по связям с общественностью, и после одного из выступлений перед начинающими сотрудниками её переводят в Нью-Йорк вице-президентом в PR-компанию. Внешне она тоже изменилась: очки сменила на линзы, неровную чёлку — на модную укладку, избавилась от брекетов и прыщей.
Когда она летит домой на свадьбу старшего брата, то узнаёт, что её брат Уилл (Джеймс Уок) собирается жениться на Джоанне — Джей-Джей, девушке, которая превратила её жизнь в школе в ад. Когда Марни впервые за 8 лет встречает Джоанну, то узнает, что она сильно изменилась и после смерти родителей стала волонтёрским работником, оказывает помощь тем, кто в ней нуждается. Но эта теперь уже милая девушка Джоанна не узнает Марни. Также Марни расстроена тем, что семья приняла Джоанну как родную дочь, а сама она отдалилась от своей семьи. В довершение, Марни быстро понимает, что Джоанна притворяется, будто не помнит её.
Интрига фильма продолжает разрастаться, когда мать Марни Гейл (Джейми Ли Кёртис) встречается с тётей Джоанны Рамоной (Сигурни Уивер), женщиной, которая толкнула Гейл в бассейн на выпускном в старших классах по неясным причинам, несмотря на то, что на протяжении всей средней школы они были лучшими подругами. Теперь Рамона успешная и богатая владелица сети отелей и частного самолёта, но без семьи. Потом Уилл решает подарить домик на дереве Джоанне и тогда Марни начинает действовать, ей надоело, что Джоанна прикидывается милой девочкой.

Она расстраивает свадьбу, понимая, что Уилл и Джоанна любят друг друга. Джоанна просит у Марни прощения за всё. Свадьба происходит. А Марни  встречается с парнем мечты Чарли, лучшим другом Уилла. Бабушка девушки встречается с другой бабушкой и они тоже узнают друг друга, произнося коронную фразу фильма: "Снова ты!!!"

## В ролях
- Кристен Белл — Марни, протагонист в фильме
- Джейми Ли Кёртис — Гейл, мама Марни
- Сигурни Уивер — Рамона, тётя Джоанны
- Одетт Юстман — Джоанна, бывшая противница Марни, антагонист в фильме[2]
- Бетти Уайт — Банни, бабушка Марни
- Кристин Ченовет — Джорджия Кинг, распорядитель на свадьбе
- Виктор Гарбер — Марк, папа Марни
- Клорис Личмен — Хелен, бабушка Джоанны и противница Банни
- Дуэйн Джонсон (в титрах не указан) — служба охраны в самолёте
- Дженна Ли Грин — Хезер
- Кристин Лэйкин — Тейлор, лучшая подруга Джоанны
- Джеймс Уок — Уилл, старший брат Марни и жених Джоанны
- Билли Уингер — Бен, младший брат Марни
- Кайл Борнхеймер — Тим, бывший парень Джоанны
- Шон Винг — Чарли, друг Уилла, а также возлюбленный и поклонник Марни
- Патрик Даффи — Ричи Филипс, бывший одноклассник Рамоны и Гейл
- Hall & Oates — Музыканты
- Эшли Финк — Сэнди

## Саундтрек
1. Queen — «We Are The Champions» (3:01)
2. Heart — «Barracuda» (4:22)
3. Daryl Hall & John Oates — «Kiss On My List» (4:25)
4. The Black Eyed Peas — «Pump It» (3:35)
5. Dick Dale — «Misirlou» (2:15)
6. Kreesha Turner — «Bounce With Me» (3:07)
7. Sixpence None The Richer — «Kiss Me» (3:29)
8. Бритни Спирс — «Toxic» (3:21)
9. Конни Фрэнсис — «Who’s Sorry Now» (2:18)
10. Cobra Starship & Лейтон Мистер — «Good Girls Go Bad» (3:17)
11. Little Jackie — «The World Should Revolve Around Me (Edited)» (3:03)

Общая длина саундтрека: 36:19